# Panoz DP01
La Panoz DP01 è una vettura da competizione realizzata dalla Panoz nel 2006.

## Sviluppo
La vettura venne prodotta per la partecipazione al campionato Champ Car World Series del 2007 come unica auto impiegabile dai vari team. È stata utilizzata anche nella gara finale della Champ Car a Long Beach nel 2008 prima di venir ritirata.

## Tecnica
Il telaio era del tipo monoscocca in fibra di carbonio. Come propulsore era utilizzato un Cosworth XFE V8 turbocompresso 2.65 litri gestito da un cambio sequenziale a sette marce. Rispetto al precedente modello Lola l'aerodinamica venne riprogettata. Le gomme erano fornite dalla Bridgestone, mentre come carburante veniva utilizzato il metanolo.

## Attività sportiva
La presentazione del mezzo avvenne al Champ Car Grand Prix of Road America del 2006. Successivamente corse nella stagione 2007, portando alla vittoria Sébastien Bourdais, e nel Grand Prix of Long Beach del 2008.